# Sindrome di Mitchell-Riley
La sindrome di Mitchell-Riley è una malattia genetica molto rara che comporta il sottosviluppo del pancreas e della cistifellea, oltre ad atresia dell'intestino.

## Epidemiologia e storia
La malattia prende il nome dai pediatri canadesi J. Mitchell e P. Riley, che per primi descrissero la sindrome nel 2004; la sua incidenza è stimata essere inferiore a un caso su un milione di nati vivi.

## Eziologia
La malattia è a ereditarietà autosomica recessiva ed è causata da una mutazione del gene RFX6, localizzato sul braccio lungo del cromosoma 6, in corrispondenza del locus genico 6q22.1. Questo gene codifica per il fattore regolatore RFX6, che nell'embriogenesi svolge un ruolo importante nello sviluppo dell'intestino, della cistifellea e delle cellule beta del pancreas (deputate alla produzione di insulina).

## Clinica
Il quadro clinico consiste in:
- Ritardo di crescita intrauterino
- Esordio durante la vita fetale o, al limite, durante i primi mesi di vita
- Diabete mellito neonatale
- Atresia intestinale a livello del duodeno (atresia duodenale) o del digiuno (atresia digiunoileale)
- Talvolta, riscontro di pancreas anulare
- Cistifellea mancante o sottosviluppata
- Ritardo della crescita dovuto a malassorbimento
- Iperbilirubinemia
- Feci bianche, causate dall'acolia o dall'ipocolia (assenza o carenza di bile)

### Diagnosi differenziale
Nella sindrome di Martínez-Frías, per certi versi molto simile, non è presente il diabete neonatale.